# Àïxa (nom)
Àïxa és un nom femení àrab (àrab: عائشة, ʿĀʾixa) que literalment significa ‘viva’. Si bé Àïxa és la transcripció normativa en català del nom en àrab clàssic, també se'l pot trobar transcrit Aixa, Aisha, Aysha, A'isha, Aïcha. Com que una de les esposes del profeta Muhàmmad es deia Àïxa bint Abi-Bakr, aquest nom també el duen moltes musulmanes no arabòfones que l'han adaptat a les característiques fòniques i gràfiques de la seva llengua: albanès: Aisha; bosnià: Aiša; català medieval: Aixa i Ayça; indonesi: Aisyah; malai: Aisyah; suahili: Aisha; turc: Ayşe; en diverses llengües africanes subsaharianes occidentals: Aissatou o Aissatu.
Vegeu aquí personatges i llocs que duen aquest nom.